# Ларса
Ларса — город и государство в южной части Древней Месопотамии, современный Телль-эс-Сенкере (Ирак). Ларса располагалась на Евфрате, в месте его слияния с притоком Итурунгаль.

## Политическое значение
Входила в состав одного из крупнейших шумерских номов (территориальных объединений) — Урука, и была центром почитания солнечного бога Уту. Расположенная в стратегически важном месте, Ларса приобрела самостоятельное политическое значение в начале 2-го тысячелетия до н. э. — после падения III династии Ура — и включилась в борьбу за гегемонию в регионе. Границы области, контролируемой Ларсой, доходили до Ниппура.

## История
В последней трети XXI века до н. э. в Месопотамию вторглись западносемитские пастушечьи племена амореев. Некий Напланум, бывший одним из вождей, сумел захватить маленький шумерский город Ларсу (до этого времени не обладавший каким-либо существенным влиянием в Месопотамии) и провозгласил себя здесь царём.
В начале XIX века до н. э. Ларса и её основной соперник Исин пережили нашествие кочевых западносемитских племён амореев. При аморейской династии Ларса пережила кратковременный период политического и экономического расцвета: жрецы Ниппура — крупнейшего шумерского культурного центра — даже составили литургический гимн в честь её правителя Нур-Адада (1865—1850 до н. э.) — честь, которой до того удостаивались только цари Ура и Исина. В Ларсе был построен кирпичный царский дворец и была существенно улучшена ирригационная система. Одновременно с этим Ларса вела успешные войны с Вавилоном, овладела Ниппуром и пыталась распространить своё влияние в районах, расположенных вдоль берегов Тигра.
Однако, как можно заключить по дошедшим до нас источникам, первые цари Ларсы в большой своей части не имели большого влияния за пределами своего города и возможно даже признавали над собой власть царей Исина.

### Возвышение
Возвышение Ларсы начинается около 1932 года до н. э., когда на престоле утвердился царь Гунгунум. Около 1924 года до н. э. он принял титул «царя Шумера и Аккада». Власть его распространилась на города Лагаш и Ур.
При сыне Гунгунума Абисарихи амореи сумели в 1898 году до н. э. нанести серьёзное поражение царю Исина, Ур-Нинурте. Но период гегемонии Ларсы в Междуречье после этого продолжался совсем недолго — около 50 лет.
Уже при царе Нур-Ададе её цари потеряли контроль над городом Уруком, где начала править собственная династия. При преемниках Нур-Адада аморейцы также утратили город Ниппур — священный город Шумера, обладание которым давало формальный повод именоваться «царём страны». Один из последних потомков Нур-Адада, Цили-Адад был свергнут через несколько месяцев после своего воцарения. Власть в Ларсе была захвачена одним из вождей аморейского племени ямутбала — неким Кудурмабугом, который, однако не принял царского титула и продолжал жить вне городских стен.
Около 1826 года до н. э. царь Кудурмабуг смог отвоевать у Исина священный город Ниппур. Вскоре после этого он провозгласил новым царём Ларсы своего сына — малолетнего Варад-Сина. Однако тот внезапно умер, и Кудурмабуг посадил на трон другого своего сына — Рим-Сина, при котором Ларса пережила свой последний период возвышения.

### Упадок
В 1830-х годах до н. э. начинается упадок Ларсы, связанный с усилением Вавилонского царства и активизацией войн с соседними городами-государствами. В 1794—1792 годах до н. э. Рим-Син I завоевал Исинское царство. В правление Рим-Сина (1822—1763 до н. э.) Ларса вновь вступает в пору подъёма и превращается в крупнейшее государство Нижней Месопотамии. На севере этого региона в тот период осталось только независимое царство Вавилона, чья площадь была почти в пять раз меньше Ларсы. Рим-Син заключил с Вавилоном союз около 1800 года до н. э. и поддерживал тесные отношения с Хаммурапи, взошедшим на вавилонский престол после падения Исина. Однако через 6 лет Хаммурапи решился выступить против Ларсы. После серии проведённых им успешных военных походов Ларса была покорена к 1763—1762 годам до н. э. Больше Ларса как независимое государство не возрождалась.